# U-Bahnhof Schwartzkopffstraße

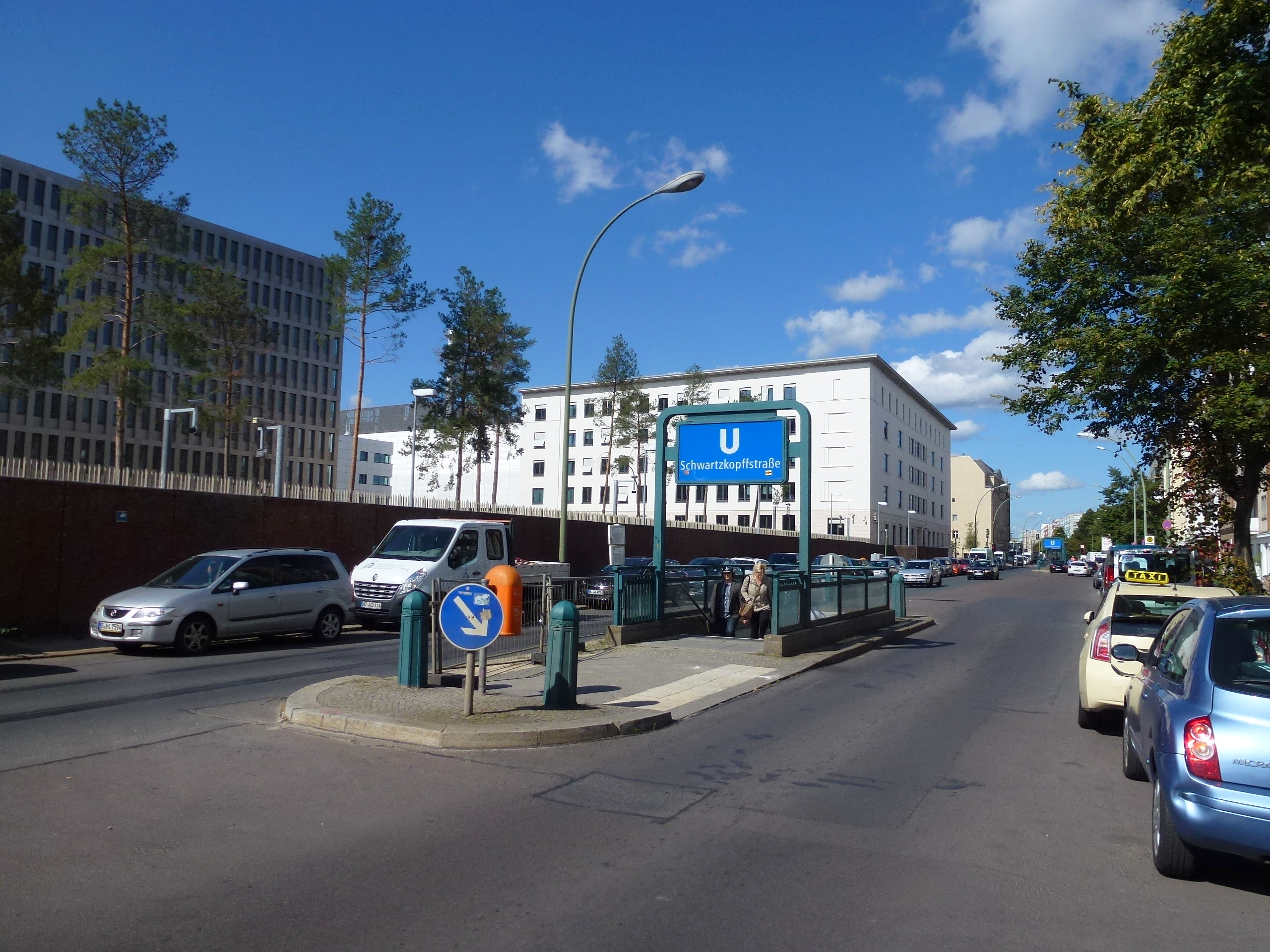
Bahnhofseingang in der Chausseestraße

Der U-Bahnhof Schwartzkopffstraße ist eine Station der Berliner U-Bahn-Linie U6 im Ortsteil Mitte des gleichnamigen Bezirks. Er befindet sich 4,30 Meter unter der Chausseestraße zwischen den Einmündungen der Schwartzkopff- und der Wöhlertstraße.

## Geschichte

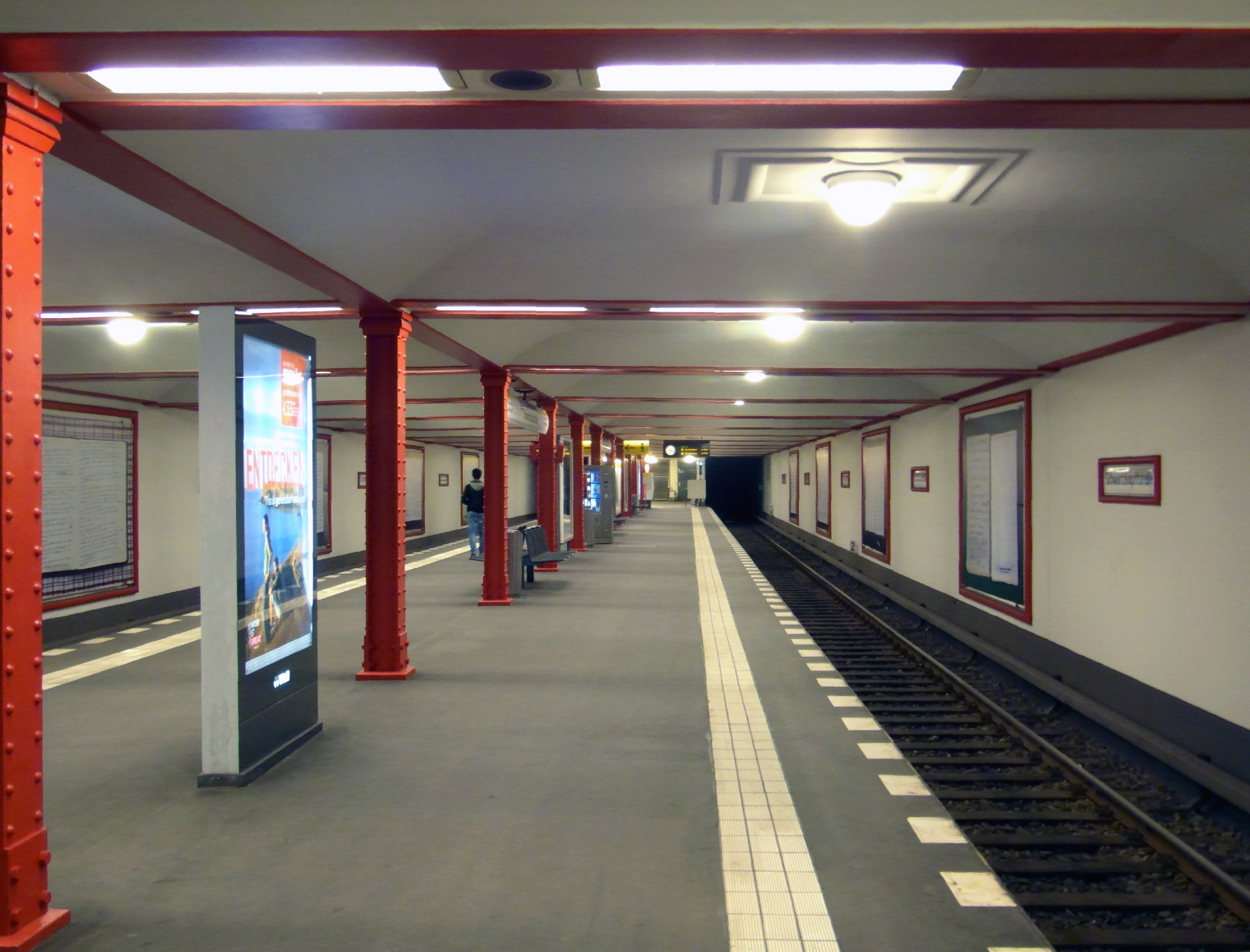
Bahnsteig

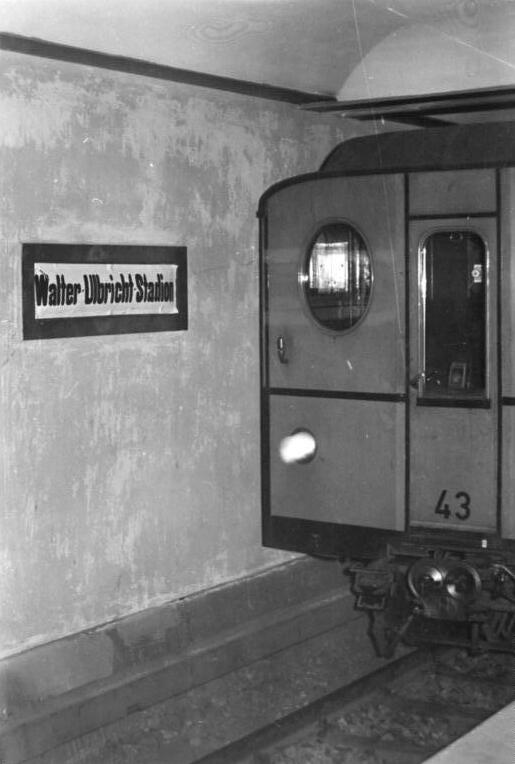
Damaliger Bahnhof Walter-Ulbricht-Stadion am 9. April 1951, dem Tag der ersten Umbenennung

Der Bau begann 1913/1914 und wurde im Ersten Weltkrieg eingestellt. Nach Wiederaufnahme der Arbeiten 1919 konnte die Station an der damaligen Nord-Süd-Bahn (1928–1966 Linie C, heute: U6) am 8. März 1923 eröffnet werden. Heinrich Jennen, Alfred Grenander und Alfred Fehse entwarfen einen in weiß gehaltenen Bahnhof mit Mittelbahnsteig. Die Stationsschilder tragen eine rote Umrandung. Bei der BVG wird er unter dem Kürzel Sk geführt.
Von April bis Juli 1945 war der Bahnhof aufgrund von Kriegsschäden geschlossen. Am 9. April 1951 wurde er in Walter-Ulbricht-Stadion umbenannt. Mit Beginn des Mauerbaus am 13. August 1961 bis zum 1. Juli 1990 war er ein „Geisterbahnhof“. Die U-Bahn durchfuhr ihn und hielt in Ost-Berlin nur am Bahnhof Friedrichstraße.
Im Jahr 1973 erhielt der Bahnhof nach der anliegenden Großsportanlage den Namen Stadion der Weltjugend. Die Umbenennung am 15. März 1973 und der Austausch der Schilder erfolgte noch vor der Wiedereröffnung des Stadions unter dem neuen Namen am 28. Juli 1973. Nur das Wachpersonal im Bahnhofsinneren und die vorbeifahrenden Fahrgäste (aus dem Westteil der Stadt) konnten den neuen Namen lesen.
Seit 1991 heißt der Bahnhof wieder ‚Schwartzkopffstraße‘. 1993 wurde er um- und zurückgebaut. Seither steht er unter Denkmalschutz. Der Bahnhof erhielt einen Aufzug und ist damit barrierefrei.

## Anbindung
| Linie | Verlauf |
| ----- | --- |
|       | Alt-Tegel – Borsigwerke – Holzhauser Straße – Otisstraße – Scharnweberstraße – Kurt-Schumacher-Platz – Afrikanische Straße – Rehberge – Seestraße – Leopoldplatz – Wedding – Reinickendorfer Straße – Schwartzkopffstraße – Naturkundemuseum – Oranienburger Tor – Friedrichstraße – Unter den Linden – Stadtmitte – Kochstraße – Hallesches Tor – Mehringdamm – Platz der Luftbrücke – Paradestraße – Tempelhof – Alt-Tempelhof – Kaiserin-Augusta-Straße – Ullsteinstraße – Westphalweg – Alt-Mariendorf |

Am U-Bahnhof bestehen lediglich Umsteigemöglichkeiten zur Nachtbuslinie N6 der BVG.